# Ofensiva de Tal Afar (2017)
La Ofensiva de Tal Afar fue una operación militar iniciada el 20 de agosto y finalizada completamente el 31 de agosto de 2017 en la ciudad iraquí de Tal Afar en el marco de la guerra civil iraquí. El ataque al Estado Islámico fue llevado a cabo por el Ejército de Irak, las Fuerzas de Movilización Popular y en menor medida el Kurdistán iraquí con apoyo de agentes de la Coalición Internacional Contra Estado Islámico y la República Islámica de Irán aunque también la Fuerza Aérea Iraquí tuvo participación esporádicamente. Finalmente, luego de varios días de combates, el 27 de agosto de 2017, las fuerzas iraquíes tomaron el control de la ciudad. Tal Afar fue la última gran urbe que controlaba el Estado Islámico en el norte de Irak, completándose de esta forma la total reconquista de la gobernación de Nínive por parte del gobierno iraquí.

## Antecedentes históricos

### Guerra de Irak

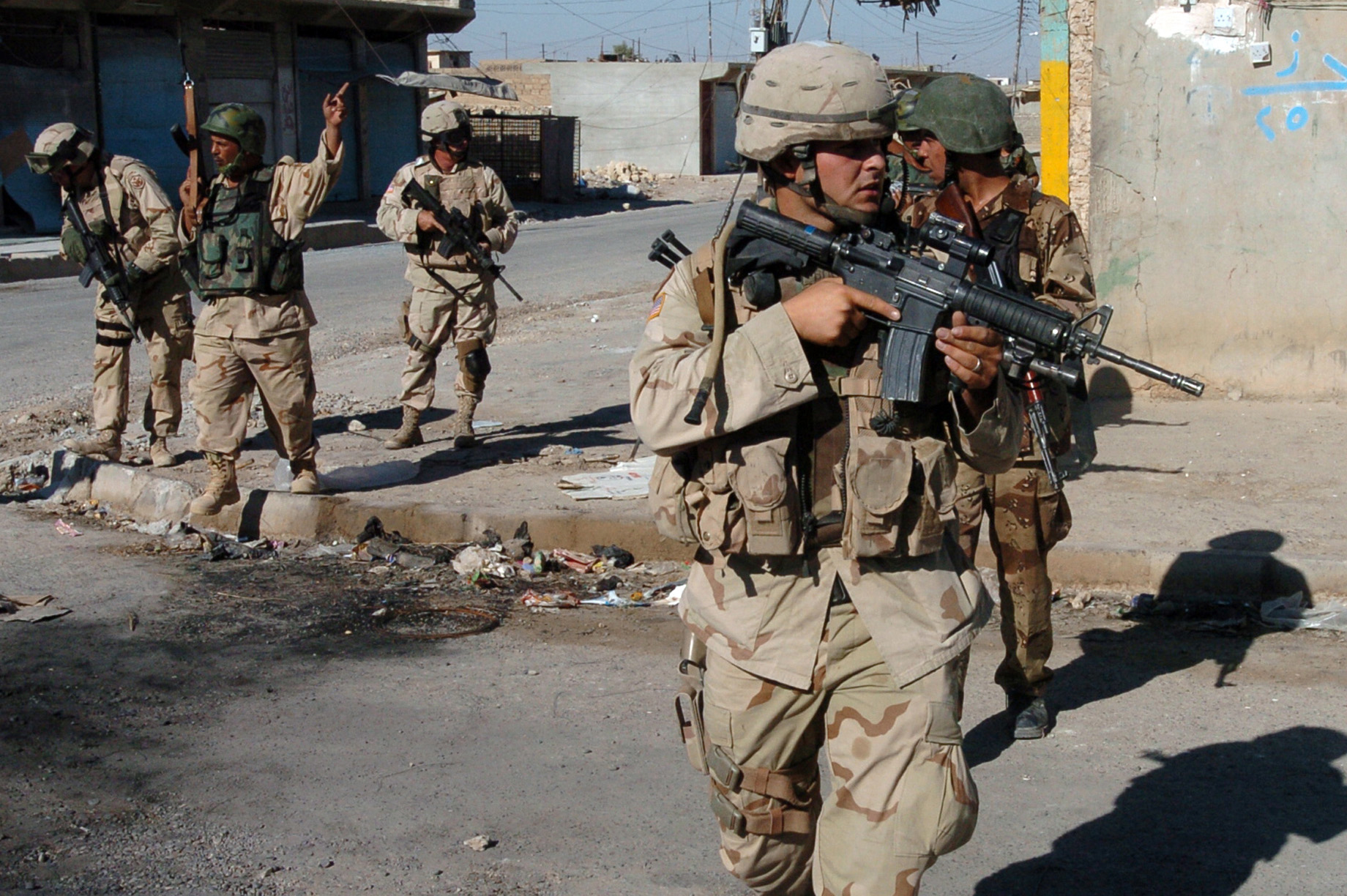
Soldados iraquíes y estadounidenses avanzando por una calle de Tal Afar (2005).

La ciudad de Tal Afar en 2005 fue tomada por guerrilleros iraquíes liderados por la rama de Al Qaeda en Irak en plena Guerra de Irak por lo que las fuerzas de ocupación de Estados Unidos junto al nuevo gobierno de Irak lanzaron el 1 de septiembre una ofensiva a gran escala para recuperar la ciudad, dicho objetivo fue concluido oficialmente el 18 de septiembre del mismo año.

### Guerra civil iraquí
En 2014 Al Qaeda en Irak se reforma como el Estado Islámico de Irak y el Levante, por lo cual lanza una nueva ofensiva contra la ciudad de Tal Afar logrando controlarla al cien por ciento al tener simpatía entre la población civil de rama musulmana suní. En 2016 el Ejército de Irak y las Fuerzas de Movilización Popular (Al-Hashd Al-Sha'abi) —de rama musulmana chií— iniciaron una contra campaña para reconquistar las zonas periféricas de la ciudad, logrando a medias capturar el aeropuerto local y ciertas áreas al sur.
Tras la toma de Mosul en 2017 por las Fuerzas Armadas de Irak, los dirigentes de Estado Islámico transportaron su centro de operaciones en Tal Afar por su cercanía a Siria en donde aún mantiene dominios territoriales, a raíz de esto el primer ministro de Irak Haider al Abadi anuncio el 20 de agosto del mismo año el inicio de la liberación de Tal Afar, los soldados iraquíes lograrían romper las defensas de la ciudad horas después de dada la orden.

## Cronología de la ofensiva

### Agosto

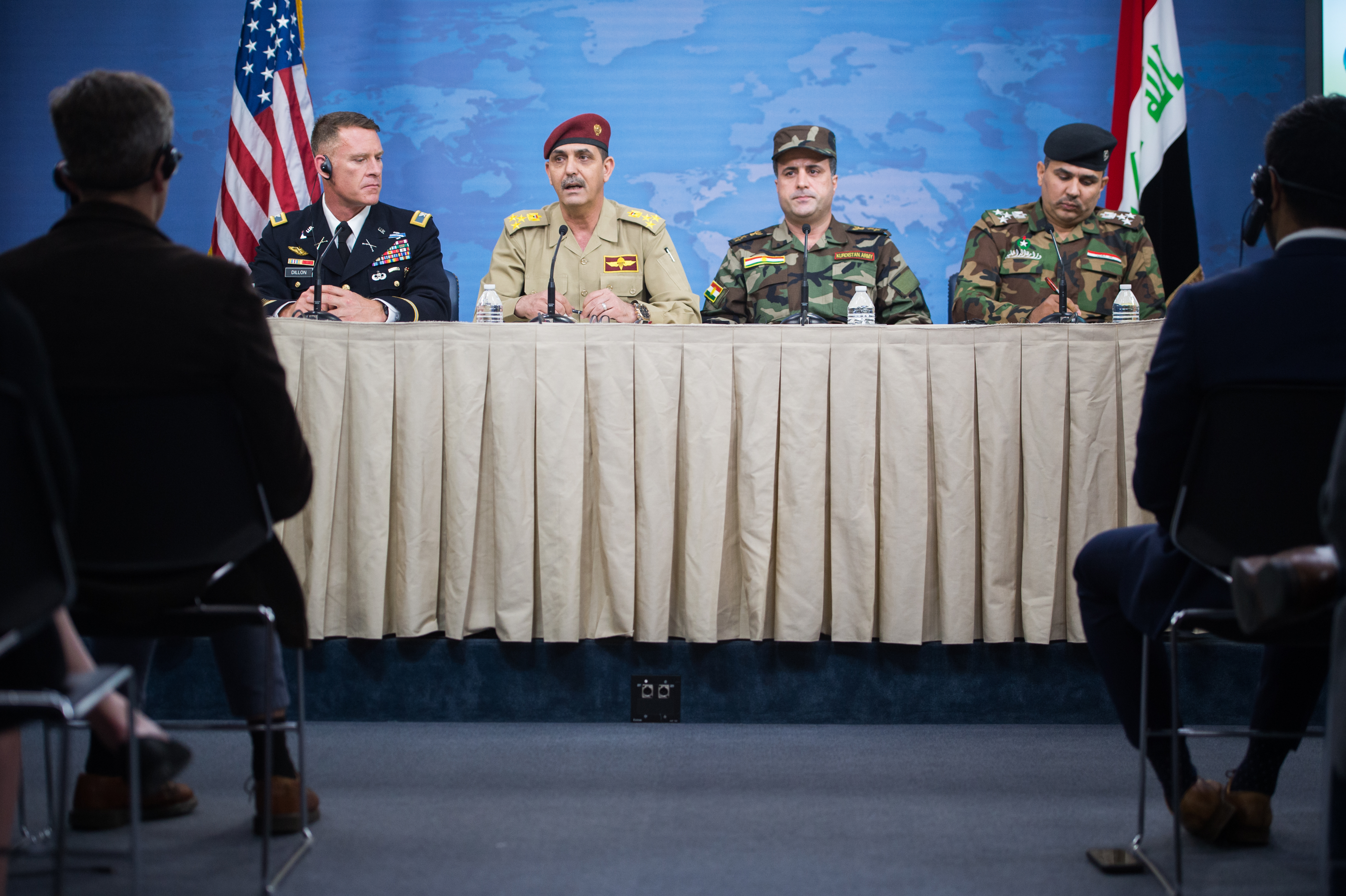
Altos mandos militares de Irak y Estados Unidos en un foro para asegurar la liberación total de la gobernación de Nínive (en la que se encuentra Tal Afar).

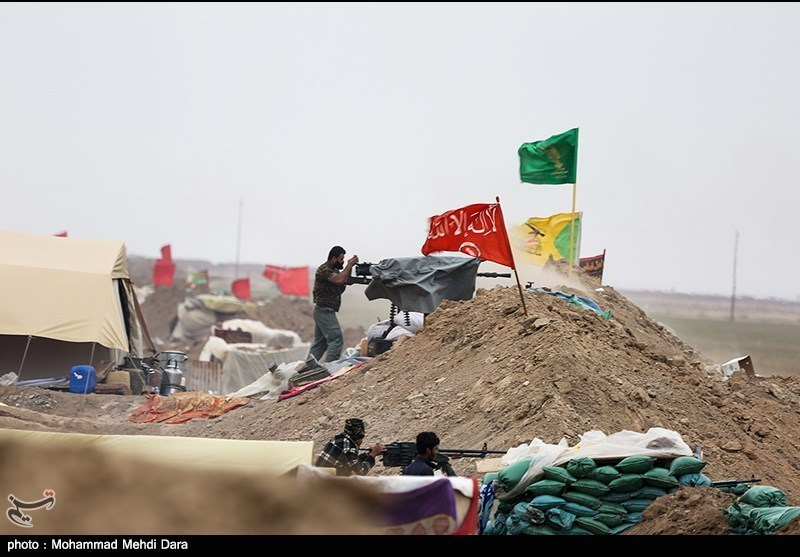
Diferentes facciones de la Fuerzas de Movilización Popular —entre musulmanes chiís, suníes y cristianos— se encuentran participando de la ofensiva de Tal Afar.

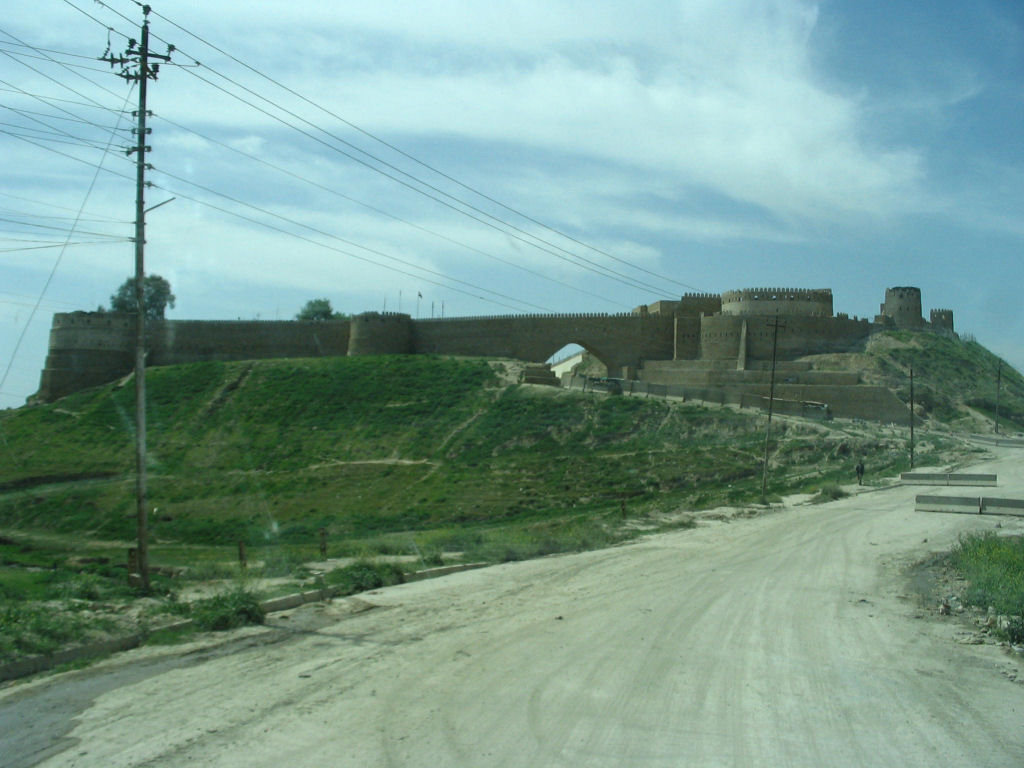
La ciudadela de Tal Afar después de ser tomada junto a toda la ciudad en 2014 por la milicia de Estado Islámico fue destruida casi en su totalidad para que posteriormente los restos se puedan vender en el mercado negro.

El 20 de agosto de 2017 el primer ministro de Irak Haider al Abadi ordenó la ofensiva en Tal Afar, paralelamente Abadi dio un mensaje contundente a los milicianos de Estado Islámico en lo cual expresó que los yihadistas solo tienen dos opciones "rendirse o morir". Horas después  aviones de la Fuerza Aérea Iraquí esparcieron folletos en la ciudad, dirigida a los civiles para indicarles como debían actuar antes, durante y después de la ofensiva, los folletos fueron tantos que las tropas del Estado Islámico no pudo destruirlos a todo y evitar que lleguen a los civiles. Horas después, las Fuerzas de Movilización Popular informaron que las tropas han avanzado a tres kilómetros de la dirección hacia el sur de Tal Afar y ganado el control sobre cuatro colinas, incluyendo Tal Zinbar Afar que da directamente al punto principal. Por otra parte, los ataques aéreos iraquíes destruyeron cuatro coche bombas conducidos por terroristas suicidas.
La BBC informó que aviones de la Fuerza Aérea Iraquí se encontraban bombardeando  posiciones de Estado Islámico en la ciudad durante varios días en preparación para las operaciones terrestres, la Coalición Internacional Contra Estado Islámico comunicaron que sus aviones llevó a cabo decenas de ataques aéreos en las afueras de la ciudad el 20 de agosto en apoyo del avance de las tropas. Diversos funcionarios dijeron que una parte de los ataques aéreos fueron planificados por adelantado y el resto estaban en contra de los milicianos de Estado Islámico que surgieron a medida que la lucha se intensificó.
El 25 de agosto las tropas del gobierno informaron que se encontraron varias fosas profundas con los restos de 500 cuerpos entre adultos y niños. También se comunicó del hallazgo de laboratorios clandestinos donde los milicianos fabricaban armas químicas de laboratorio y las cuales lo utilizaban en el propio país, además de Siria y el Líbano y posteriormente se informó que se utilizaba a los civiles de la ciudad como blancos de prueba para ver la efectividad de sus armas químicas.
El 26 de agosto se informó que el ejército de Irak había logrado recuperar por completo la ciudadela de Tal Afar, la Fuerzas de Movilización Popular informó que también se logró arrebatar el centro de la ciudad y que con la captura de la ciudadela ya el 70% de la ciudad y su zona metropolitana estarían reconquistas debido a la desmotivada y poca resistencia que los milicianos de Estado Islámico mostraban, —debido a la recaptura de Mosul por parte del gobierno iraquí—, tanto así que varios yihadistas deciden entregarse ante las tropas del gobierno antes de inmolarse o ser capturado, por otra parte los que aún le son fieles a Estado Islámico se atrincheraron en casas y túneles que ellos mismo cavaron.
El 27 de agosto el ejército de Irak informó que la ciudad ya había sido reconquistada al 100% y que las huestes del Estado Islámico se había esparcido en pequeños grupos hacia la frontera con Siria.

## Combates posteriores a la captura de Tal Afar
El 27 de agosto el ejército de Irak y las milicias aliadas se vieron estancadas por grupos de francotiradores, esto estancó la campaña del ejército de capturar a los últimos reductos de Estado Islámico en las ciudades satélites de Al-Ayadia y Al-Qaseb Zirai a las afueras de Tal Afar, que no pudieron escapar al verse rodeados por las fuerzas del gobierno iraquí.
El 31 de agosto el ejército de Irak anunciaría la recuperación total de las aéreas periféricas de Tal Afar.
Según un comunicado de las Fuerzas de Movilización Popular en varios escondites de los milicianos de Estado Islámico se encontraron equipamiento militar de origen estadounidense como drones y sensores.

## Consecuencias

### Impacto civil
Desde antes del inicio hasta el final de la ofensiva un aproximado de  30.000 personas huyeron de Tal Afar, dejando solo a 40.000 durante el momento de la liberación de la ciudad y su zona metropolitana. Para evitar una masiva llegada de refugiados a Mosul el gobierno iraquí abrió diversos campos de refugiados para que los habitantes de Tal Afar estén temporalmente.

### Pérdidas materiales

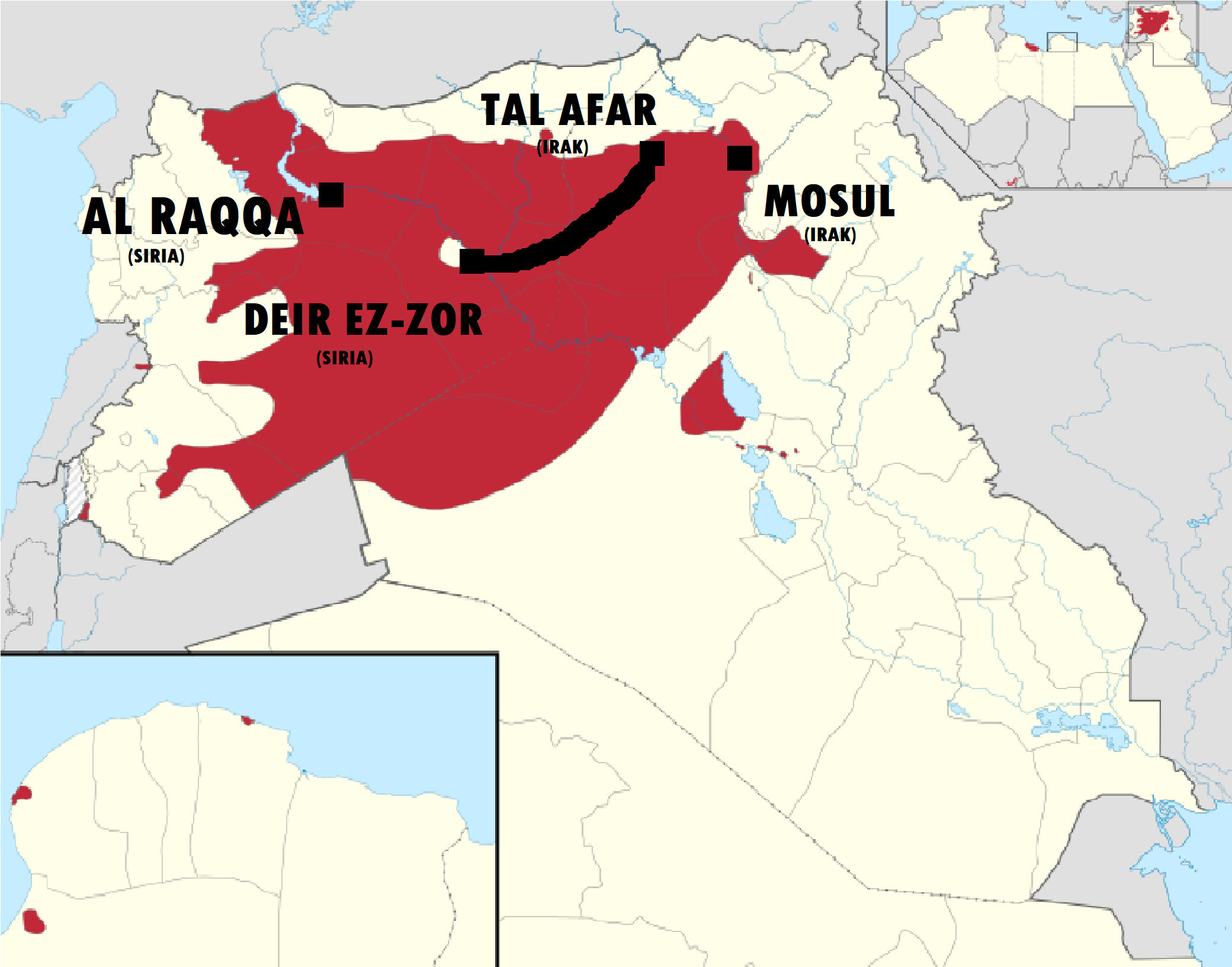
Camino (en color negro) utilizado por milicianos de Estado Islámico para transportar armas y unidades desde Tal Afar (Irak) hasta Deir ez-Zor en Siria.

Según el ejército casi toda la infraestructura de la ciudad fue destruida por los bombardeos y las escaramuzas entre ambos bandos, dejando prácticamente en ruinas a la urbe.

### Traslado yihadista a Siria
La agencia rusa RT informó que el Estado Islámico desde el inicio y durante la ofensiva de Tal Afar, se encontraba movilizando armamento pesado, incluido tanques y vehículos todo terreno a Siria, específicamente hacia la ciudad de Deir ez-Zor la cual actualmente se encuentra asediada por tropas de Estado Islámico y la llegada de material bélico desde Tal Afar no haría más que dificultar las cosas al bando leal del presidente sirio Bashar al-Asad y a los rebeldes sirios que también son enemigos de Estado Islámico en el marco de la Guerra Civil Siria, por lo que la Fuerza Aérea de Rusia —ya en territorio sirio— decidió bombardear a los insurgentes que paulatinamente se iban adentrando en la gobernación de Deir ez-Zor causándole bajas considerables.